# Ковчин
Ко́вчин (укр. Ковчин) — село Куликовского района Черниговской области Украины, центр сельского совета.

## История
В 1989 году здесь была построена новая благоустроенная школа на 320 учащихся.
Население 1 287 человек. Расположено на реке Ковчинка.
В селе родился краевед А. В. Верзилов.

## Власть
Орган местного самоуправления — Ковчинский сельский совет. Почтовый адрес: 16320, Черниговская обл., Куликовский р-н, с. Ковчин, ул. Победы, 5, тел. 2-62-92.
Ковчинскому сельскому совету, кроме Ковчина подчинено село Украинское. До снятия с учёта в 1999 году также сельсовету было подчинено село Петровское.